# Hrča
Hrča – szczyt górski w Górach Lewockich we wschodniej Słowacji. 1240 m n.p.m. Szlaków turystycznych brak - szczyt leży w obrębie poligonu wojskowego Javorina. 
Źródła: 
- Juraj Kordováner, Zdeněk Šír (red.) Levočské vrchy. Turistická mapa. 1:50.000, 3. vydanie, VKÚ a.s., Harmanec 2002, ISBN 80-8042-313-X